# Reason to Believe (álbum)
Reason to Believe es el noveno álbum de estudio de la banda de punk rock californiana Pennywise. Fue publicado en marzo de 2008. 
Este es el último álbum de estudio de Pennywise con el vocalista original Jim Lindberg, que posteriormente abandonó el grupo para dedicarse a otros proyectos.

## Lista de canciones
1. "(Intro) As Long as We Can" (3:09)
2. "One Reason" (2:55)
3. "Faith and Hope" (3:04)
4. "Something to Live For" (2:38)
5. "All We Need" (2:48)
6. "The Western World" (3:08)
7. "We'll Never Know" (2:42)
8. "Confusion" (3:01)
9. "Nothing to Lose" (2:57)
10. "It's Not Enough to Believe" (2:38)
11. "You Get the Life You Choose" (2:52)
12. "Affliction" (3:19)
13. "Brag, Exaggerate & Lie" (2:04)
14. "Die for You" (3:40)

## Personal
- Jim Lindberg - Voz
- Fletcher Dragge - Guitarra
- Randy Bradbury - Bajo
- Byron McMackin - Batería